# Dexter Jackson
Dexter Lamar Jackson (Quincy, Florida, 28 juli 1977) is een Amerikaans voormalig Americanfootballspeler voor de Tampa Bay Buccaneers, de Arizona Cardinals en de Cincinnati Bengals in de National Football League en voor de Florida Tuskers in de United Football League. Jackson speelde als safety en won eenmaal de Super Bowl.